# Karina Sævik
Karina Sævik (født 24. marts 1996) er en norsk fodboldspiller, der spiller som midtbanespiller for den Vålerenga og for Norge. Hun blev udtaget til truppen der repræcenterede Norge ved VM i fodbold for kvinder 2019.

## Klubkarriere
Sævik spillede for klubben Avaldsnes IL fra 2013 til 2015. Hun spillede for Kolbotn Fotball fra 2016 til juni 2019, og for Paris Saint-Germain Féminine fra juli 2019.
Den 16. september 2020 bekendtgjorde den tyske klub Wolfsburg at de havde skrevet en to-årig kontrakt med Sævik.